# Johannes Bentlage
Johannes (Taufname: Heinrich Hermann Johannes) Bentlage (* 17. September 1888 in Mariendrebber; † 23. Dezember 1950 in Schleswig) war ein preußischer Landrat.

## Leben und Wirken
Nach dem Abitur in Osnabrück studierte Johannes Bentlage an den Universitäten Tübingen, Paris und Göttingen Rechtswissenschaften und wurde am 14. November 1913 Gerichtsreferendar beim Oberlandesgericht Celle. Vom 18. Mai 1915 bis zum Kriegsende nahm er am Ersten Weltkrieg teil. Am 30. Dezember 1920 zum Gerichtsassessor ernannt, war er zunächst als Hilfsrichter in Isenhagen und Celle tätig. Er wechselte in die Verwaltung und wurde im April 1922 Regierungsassessor bei der Bezirksregierung Stade, bis er im Oktober 1922 den Auftrag zur vertretungsweisen Verwaltung des Landratsamtes Genthin erhielt. Im Mai 1923 wurde er hier definitiv Landrat und blieb bis zum 8. August 1925 im Amt, als er mit der vertretungsweisen Verwaltung des Landratsamtes Hamm beauftragt wurde. Im Februar 1926 war er definitiv Landrat des Kreises Hamm (1930 umbenannt in Kreis Unna) und blieb in diesem Amt bis zum 25. März 1933, als er wegen der Bestimmungen des Gesetzes zur Wiederherstellung des Berufsbeamtentums in den einstweiligen Ruhestand geschickt wurde. 
Nach der Überweisung an die Bezirksregierung Schleswig im  August 1933 wurde er ein Jahr später Regierungsrat und Leiter des Gemeindeprüfungsamtes der Regierung Schleswig.
Im  März 1939 zum Oberregierungsrat befördert, kam am  7. Dezember 1941 der Erlass zur Abordnung an die Regierung Karlsbad. Hier wurde er im  Oktober 1942 Regierungsdirektor und hatte diese Stelle bis zum Kriegsende inne.
Nach dem Kriege wurde Bentlage als Regierungsrat und Leiter des Gemeindeprüfungsamtes der Regierung Schleswig wieder eingestellt.
Er wechselte in die Landesverwaltung (1947 Landesregierung) und (1948 Landesrechnungskammer) und wurde am 18. Dezember 1947 zum Oberregierungsrat befördert. Auf eigenen Antrag ging er zum Jahresende 1950 in den Ruhestand.
Bentlage war Mitglied in der  DDP und Kandidat für den Westfälischen Provinziallandtag.